# Koreanische Umschrift des Chinesischen
Die koreanische Umschrift des Chinesischen, also die Darstellung chinesischer Silben in Südkorea, wurde am 7. Januar 1986 offiziell durch das Nationalinstitut der koreanischen Sprache (kor. 국립국어원, 國立國語院 RR Gungnip gugeowon) festgelegt. Die Umschrift ist an die Aussprache des Hochchinesischen angelehnt. Aus einer Verkündung der chinesischen Botschaft in Nordkorea am 6. August 2011 ging hervor, dass Nordkorea drei Tage zuvor ebenfalls diese Umschrift mit mindestens einer Abweichung angenommen hatte.

## Sinokoreanische Lesung
Aufgrund des großen Anteils an chinesischen Lehnwörtern im Koreanischen und der Tatsache, dass Korea vor der Einführung des koreanischen Alphabets im 15. Jahrhundert ausschließlich Hanja verwendete, gibt es neben der vom südkoreanischen Nationalinstitut beschlossene noch eine traditionelle Variante, in der die koreanische Aussprache chinesischer Schriftzeichen in Hangeul wiedergegeben wird. Da diese Aussprache sich vom Mittelchinesischen, das sich phonetisch stark vom Hochchinesischen unterscheidet, ableitet und an die Schrift gebunden ist, ist ein direkter Bezug zum Pinyin im Gegensatz zur offiziellen Umschrift nicht möglich.
| Pinyin    | Hanzi | sinokoreanische Aussprache | Revidierte Romanisierung | McCune-Reischauer | Yale       | offizielle Umschrift | Revidierte Romanisierung | McCune-Reischauer | Yale       |
| --------- | ----- | -------------------------- | ------------------------ | ----------------- | ---------- | -------------------- | ------------------------ | ----------------- | ---------- |
| Běijīng   | 北京  | 북경                       | Buk-gyeong               | Puk-kyŏng         | Pwuk-kyeng | 베이징               | Bei-jing                 | Pei-jing          | Peyi-cing  |
| Shànghǎi  | 上海  | 상해                       | Sang-hae                 | Sang-hae          | Sang-hay   | 상하이               | Sang-hai                 | Sang-hai          | Sang-hai   |
| Guǎngzhōu | 广州  | 광주                       | Gwang-ju                 | Kwang-ju          | Kwang-cwu  | 광저우               | Gwang-jeou               | Kwang-jŏu         | Kwang-cewu |

## Offizielle Umschrift
| bilabial                | ㄅ           | b            | ㅂ      | b                        | alveopalatal         | ㄐ     | j                | ㅈ         | j                        |
| bilabial                | ㄆ           | p            | ㅍ      | p                        | alveopalatal         | ㄑ     | q                | ㅊ         | ch                       |
| bilabial                | ㄇ           | m            | ㅁ      | m                        | alveopalatal         | ㄒ     | x                | ㅅ         | s                        |
| labiodental             | ㄈ           | f            | ㅍ      | p                        | retroflex            | ㄓ     | zh [zhi]         | ㅈ[즈]     | j [jeu]                  |
| alveolar                | ㄉ           | d            | ㄷ      | d                        | retroflex            | ㄔ     | ch [chi]         | ㅊ[츠]     | ch [cheu]                |
| alveolar                | ㄊ           | t            | ㅌ      | t                        | retroflex            | ㄕ     | sh [shi]         | ㅅ[스]     | s [seu]                  |
| alveolar                | ㄋ           | n            | ㄴ      | n                        | retroflex            | ㄖ     | r [ri]           | ㄹ[르]     | r [reu]                  |
| alveolar                | ㄌ           | l            | ㄹ      | r                        | alveolare Sibilanten | ㄗ     | z [zi]           | ㅉ[쯔]     | jj [jjeu]                |
| velar                   | ㄍ           | g            | ㄱ      | g                        | alveolare Sibilanten | ㄘ     | c [ci]           | ㅊ[츠]     | ch [cheu]                |
| velar                   | ㄎ           | k            | ㅋ      | k                        | alveolare Sibilanten | ㄙ     | s [si]           | ㅆ[쓰]     | ss [sseu]                |
| velar                   | ㄏ           | h            | ㅎ      | h                        |                      |        |                  |            |                          |
| Auslaute ohne Gleitlaut |              |              |         |                          |                      |        |                  |            |                          |
|                         | Zhuyin       | Pinyin       | Hangeul | Revidierte Romanisierung |                      | Zhuyin | Pinyin           | Hangeul    | Revidierte Romanisierung |
| Monophthonge            | ㄚ           | a            | 아      | a                        | Diphthonge           | ㄞ     | ai               | 아이       | ai                       |
| Monophthonge            | ㄛ           | o            | 오      | o                        | Diphthonge           | ㄟ     | ei               | 에이       | ei                       |
| Monophthonge            | ㄜ           | e            | 어      | eo                       | Diphthonge           | ㄠ     | ao               | 아오       | ao                       |
| Monophthonge            | ㄝ           | ê            | 에      | e                        | Diphthonge           | ㄡ     | ou               | 어우       | eou                      |
| Monophthonge            | ㄧ           | yi (-i)      | 이      | i                        | nasal                | ㄢ     | an               | 안         | an                       |
| Monophthonge            | ㄨ           | wu (-u)      | 우      | u                        | nasal                | ㄣ     | en               | 언         | eon                      |
| Monophthonge            | ㄩ           | yu (-ü/-u)   | 위      | wi                       | nasal                | ㄤ     | ang              | 앙         | ang                      |
|                         |              |              |         |                          | nasal                | ㄥ     | eng              | 엉         | eong                     |
| retroflex               | ㄦ           | er (-r)      | 얼      | eol                      |                      |        |                  |            |                          |
| Auslaute mit Gleitlaut  |              |              |         |                          |                      |        |                  |            |                          |
| palatal                 | ㄧㄚ         | ya (-ia)     | 야      | ya                       | labiovelar           | ㄨㄚ   | wa (-ua)         | 와         | wa                       |
| palatal                 | ㄧㄛ         | yo           | 요      | yo                       | labiovelar           | ㄨㄛ   | wo (-uo)         | 워         | wo                       |
| palatal                 | ㄧㄝ         | ye (-ie)     | 예      | ye                       | labiovelar           | ㄨㄞ   | wai (-uai)       | 와이       | wai                      |
| palatal                 | ㄧㄞ         | yai          | 야이    | yai                      | labiovelar           | ㄨㄟ   | wei (-ui)        | 웨이(우이) | wei (-ui)                |
| palatal                 | ㄧㄠ         | yao (-iao)   | 야오    | yao                      | labiovelar           | ㄨㄢ   | wan (-uan)       | 완         | wan                      |
| palatal                 | ㄧㄡ         | you (-iu)    | 유      | yu                       | labiovelar           | ㄨㄣ   | wen (-un)        | 원(운)     | won (-un)                |
| palatal                 | ㄧㄢ         | yan (-ian)   | 옌      | yen                      | labiovelar           | ㄨㄤ   | wang (-uang)     | 왕         | wang                     |
| palatal                 | ㄧㄣ         | yin (-in)    | 인      | in                       | labiovelar           | ㄨㄥ   | weng (-ong)      | 웡(웅)     | wong (-ung)              |
| palatal                 | ㄧㄤ         | yang (-iang) | 양      | yang                     | labiopalatal         | ㄩㄝ   | yue (-üe/-ue)    | 웨         | we                       |
| palatal                 | ㄧㄥ         | ying (-ing)  | 잉      | ing                      | labiopalatal         | ㄩㄢ   | yuan (-üan/-uan) | 위안       | wian                     |
|                         |              |              |         |                          | labiopalatal         | ㄩㄣ   | yun (-ün/-un)    | 윈         | win                      |
| ㄩㄥ                    | yong (-iong) | 융           | yung    |                          | labiopalatal         |        |                  |            |                          |

- […] = kein Auslaut
- (-…) = nach Anlaut